# Верхняя Грязнуха
Верхняя Грязнуха (нем. Kraft, Крафт) — село в Камышинском районе Волгоградской области, входящее в состав Усть-Грязнухинского сельского поселения. Основано как немецкая колония Крафт (нем. Kraft) в 1767 году.
Население — 532 чел. (2010)

## Название
Немецкое название Крафт (нем. Kraft) колония получила по фамилии первого старосты. По указу от 26 февраля 1768 года о наименованиях немецких колоний получила название Верхняя Грязнуха, по наименованию реки, на которой располагалась.

## История
Основано 18 мая 1767 года. Основатели — 62 семьи из Вальдена, Дармштадта, Изенбурга и Оттенвальдена.  До 1917 года немецкая колония (лютеранское село) сначала Усть-Кулалинского колонистского округа, а после 1871 года Усть-Кулалинской волости Камышинского уезда Саратовской губернии.
Село относилось к лютеранскому приходу Штефан. Церковь была построена в 1865 году. Земская школа открыта в 1862 году. В 1881 году открыт фельдшерский пункт.
В 1857 году земли — 3698 десятин, в 1910 году — 13643 десятин. Имелись водяные мельницы, лавки. В 1876 года 10 человек эмигрировало в Америку.
В советский период — немецкое село сначала Верхне-Иловлинского района Голо-Карамышского уезда Трудовой коммуны (Области) немцев Поволжья, затем с 1922 года — Каменского, а с 1935 года — Добринского кантона Республики немцев Поволжья; административный центр Крафтского сельского совета (в 1926 году в сельсовет входили: село Крафт, хутор Нейе-Милле, посёлок Гейст). В голод 1921 года родилось 123 человека, умерло — 362. В 1926 году имелись кооперативная лавка, сельскохозяйственное кредитное товарищество, начальная школа.
В сентябре 1941 года немецкое население было депортировано.

## География
Село находится в степи, в пределах Приволжской возвышенности, являющейся частью Восточно-Европейской равнины, на левом берегу реки Грязнухи. В окрестностях села распространены светло-каштановые почвы. Средняя высота над уровнем моря —135 метров.
По автомобильным дорогам расстояние до административного центра сельского поселения села Усть-Грязнуха — 6 км, до районного центра города Камышин — 51 км, до областного центра города Волгоград — 290 км, до города Саратов — 140 км. Ближайшая железнодорожная станция Семёновский железнодорожной ветки Саратов-Иловля Волгоградского региона Приволжской железной дороги расположена в селе Усть-Грязнуха.
Климат
Климат умеренный континентальный (согласно классификации климатов Кёппена — Dfa). Многолетняя норма осадков — 402 мм. Наибольшее количество осадков выпадает в июне — 47 мм, наименьшее в марте — 22 мм. Среднегодовая температура положительная и составляет +6,5°С, средняя температура самого холодного месяца января –10,0°С, самого жаркого месяца июля +22,4°С.
Часовой пояс
Верхняя Грязнуха, как и вся Волгоградская область, находится в часовой зоне МСК (московское время). Смещение применяемого времени относительно UTC составляет +3:00.

## Население
| 2002 |
| ---- |
| 563  |

| 1767  | 1773  | 1788  | 1798  | 1816  | 1834  | 1850  |
| ----- | ----- | ----- | ----- | ----- | ----- | ----- |
| 211   | ↗288  | ↗362  | ↗432  | ↗670  | ↗1336 | ↗2036 |
| 1859  | 1886  | 1897  | 1905  | 1911  | 1920  | 1922  |
| ↗2531 | ↗2779 | ↘2664 | ↗5759 | ↗6101 | ↘3391 | ↘2518 |
| 1926  | 1931  | 2010  |       |       |       |       |
| ↗2821 | ↗3454 | ↘532  |       |       |       |       |